# Allium glaciale
Allium glaciale är en amaryllisväxtart som beskrevs av Aleksei Ivanovich Vvedensky. Allium glaciale ingår i släktet lökar, och familjen amaryllisväxter. Inga underarter finns listade i Catalogue of Life.